# Ordem do Leão Branco
A Ordem do Leão Branco (em tcheco/checo:  Řád Bílého lva) é a mais alta condecoração da República Tcheca. Essa distinção dá continuidade a uma ordem tchecoslovaca de mesmo nome criada em 1922, como um prêmio para estrangeiros. Ela foi inspirada na Cruz da Nobreza Tcheca, criada em 1814 pelo imperador e rei Francisco I e concedida a 37 nobres boêmios.

## 1922–1961

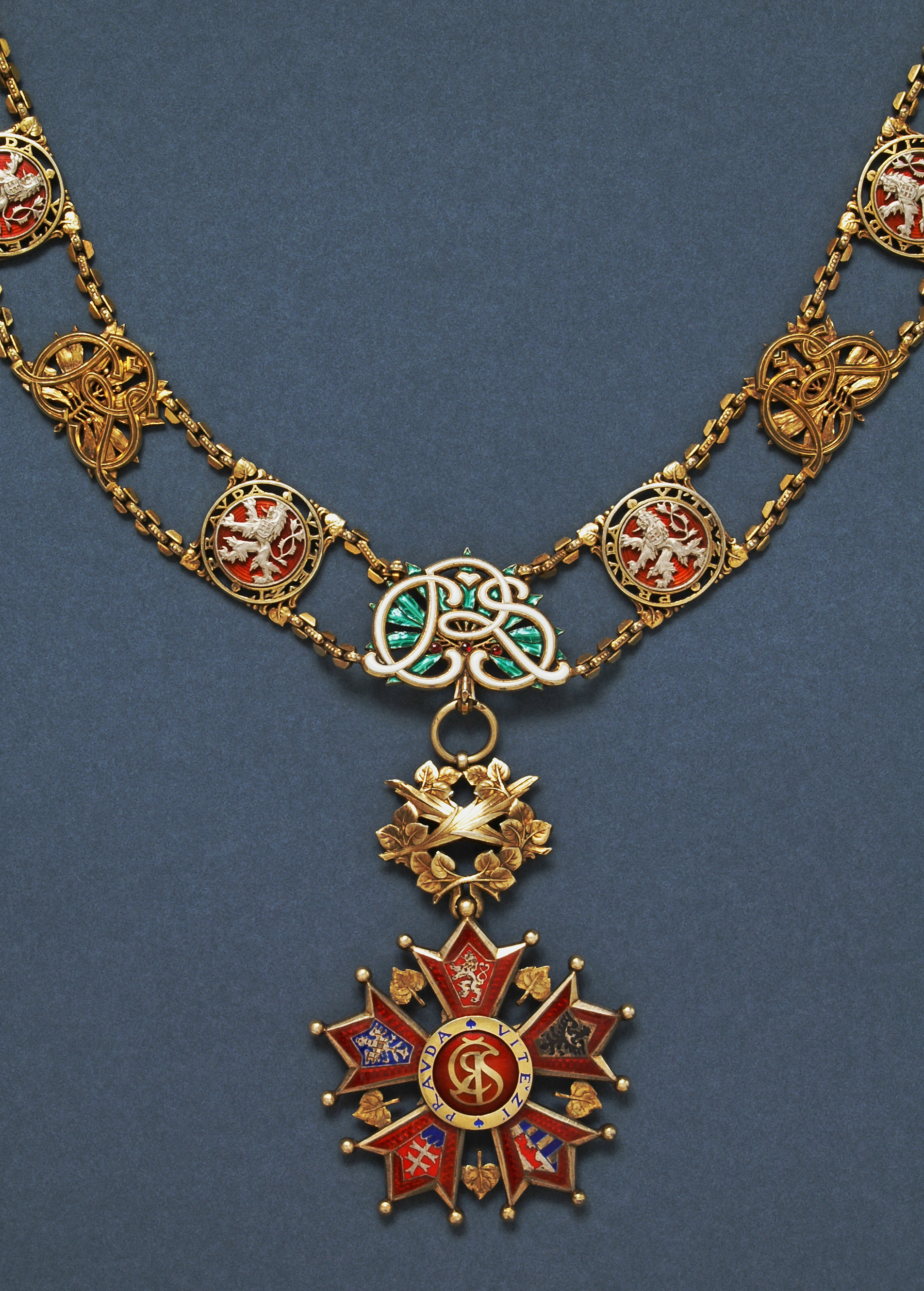
O colar da Ordem do Leão Branco, concedido entre 1921 e 1961

A ordem foi criada como um prêmio pelo mérito de cidadãos estrangeiros em benefício da Tchecoslováquia. Ela foi estabelecida em cinco classes e duas divisões, civil (com duas palmeiras cruzadas acima do distintivo) e militares (com duas espadas cruzadas acima do distintivo). Os medalhões eram feitos de ouro e prata. O número de membros da ordem era originalmente limitado, mas os limites mudando ao longo do tempo. Os estatutos da ordem foram alterados em 1924, 1930 e 1936.
O medalhão da Ordem era uma estrela de cinco pontas esmaltada vermelha, com extremidades adornadas com pequenas bolas, e com folhas entre as hastes da estrela. No meio da estrela havia um leão de prata, tal qual no brasão nacional. O reverso da estrela também era esmaltado vermelho, com o brasão de armas das partes da Tchecoslováquia (Boêmia, Morávia, Silésia, Eslováquia e Rutênia Cárpata).
- Classe I com colar - reservada para chefes de estado, introduzida em 1924. O colar podia ser concedido separadamente.
- Classe I - Grã-Cruz - limitada a 250 membros.
- Classe II - Grão-Oficial - limitada a 400 membros.
- III Classe - Comandante - limitada a 900 membros.
- Classe IV - Oficial - limitada a 1500 membros, a cruz era menor que as das classes II e III.
- Classe V - Cavaleiro - limitada a 3000 membros, a cruz era semelhante à da Classe IV, mas em prata.
- Medalha de ouro
- Medalha de prata

Após a Segunda Guerra Mundial, a Ordem do Leão Branco tornou-se um prêmio para aqueles que ajudaram a libertar a Tchecoslováquia da ocupação pela Alemanha nazista. Após a rendição da Alemanha em maio de 1945, um grande número outorgas foi feito a oficiais superiores das forças armadas aliadas. Um ordem com nome semelhante, a Ordem Militar do Leão Branco, foi instituída em 1945 e podia ser conferida a cidadãos tchecoslovacos e estrangeiros. Dwight D. Eisenhower, George S. Patton e Gueorgui K. Júkov são exemplos de estrangeiros que receberam a Ordem Militar do Leão Branco após o final da Segunda Guerra Mundial.

## 1961-1992
A Ordem foi remodelada após a mudança do nome oficial e das armas nacionais da Tchecoslováquia. Um novo regulamento foi emitido, e a ordem foi dividida em três classes (I, II e III, sendo I a mais alta). O colar era reservado apenas para chefes de estado estrangeiros.
- Classe I - as insígnias consistiam em um distintivo e uma faixa com uma estrela.
- II Classe - as insígnias consistiam em um emblema para pescoço e uma estrela para ser usada no peito direito.
- III Classe - tinha apenas o emblema para pescoço como insígnia.

A Ordem do Leão Branco continuou a existir nesta forma até a dissolução da Tchecoslováquia.

## Desde 1994

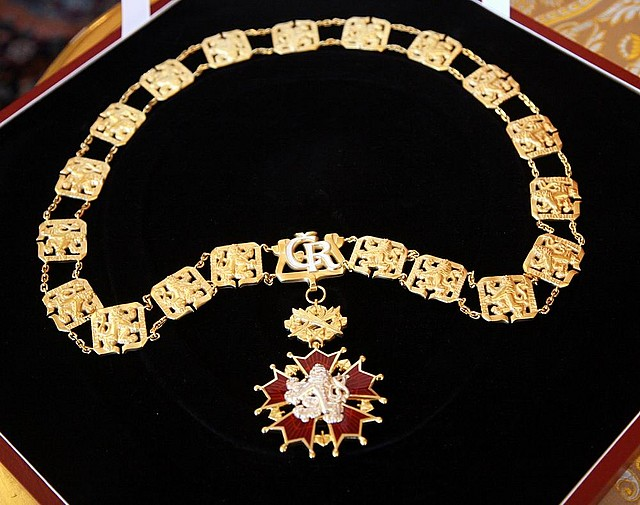
O colar da Ordem do Leão Branco concedido a Lech Kaczynski, o Presidente da República da Polônia

Em 1994, a ordem foi restabelecida como a mais alta decoração da República Tcheca. Desde então, ela é atribuída pelo presidente do país aos cidadãos tchecos e estrangeiros que prestam serviços notáveis à República Checa.
Existem cinco classes. A quinta e quarta classes são representadas com cruzes, a terceira classe representada como uma insígnia que é usada ao redor do pescoço, a segunda classe com uma insígnia que é usada ao redor do pescoço e com uma estrela no peito, e a primeira classe classe com uma grande cruz (faixa com distintivo e estrela).
O grau supremo da Ordem do Leão Branco, a primeira classe acompanhada por uma corrente de pescoço de ouro, só pode ser concedida a chefes de Estado estrangeiros. Por lei, o presidente tem direito às insígnias de primeira classe, incluindo o colar; depois de deixar o cargo, pode ser conferido a ele por toda a vida por uma resolução conjunta da Câmara dos Deputados e do Senado.

### Condecoração por salvamento de judeus tchecoslovacos
Em 19 de maio de 2014 foi anunciado que Nicholas George Winton receberia a maior Ordem do Leão Branco por dar às crianças tchecas "o maior presente possível: a chance de viver e ser livre". O governo tcheco enviou uma aeronave especial para levá-lo a Praga, e em 28 de outubro de 2014 ele recebeu a Ordem do Leão Branco Classe I do presidente tcheco Miloš Zeman. O prêmio também foi atribuído a Winston Churchill, e aceito por seu neto, Nicholas Soames. Zeman lamentou que o prêmio tenha sido concedido a eles tão tardiamente, mas acrescentou "melhor tarde do que nunca". Winton também foi capaz de conhecer algumas das pessoas que ele resgatou 75 anos antes, elas mesmas na faixa dos 80 anos.

## Barretas
| Barretas da Ordem do Leão Branco | Barretas da Ordem do Leão Branco        | Barretas da Ordem do Leão Branco                    | Barretas da Ordem do Leão Branco               | Barretas da Ordem do Leão Branco |
|                                  | República da Checoslováquia (1922–1961) | República Socialista da Tchecoslováquia (1961-1990) | República Federal Checa e Eslovaca (1990-1992) | República Checa (desde 1994)     |
| -------------------------------- | --------------------------------------- | --------------------------------------------------- | ---------------------------------------------- | -------------------------------- |
| Classe I                         |                                         |                                                     |                                                |                                  |
| Classe II                        |                                         |                                                     |                                                |                                  |
| Classe III                       |                                         |                                                     |                                                |                                  |
| Classe IV                        |                                         | não criado                                          |                                                |                                  |
| Classe V                         |                                         | não criado                                          |                                                |                                  |